# Shohreh Solati
Shohreh Solati (Persa: شهره صولتی) es una cantante pop de Irán nacida en Teherán el 4 de enero de 1959 en una familia de artistas. Su auténtico nombre es Fatemeh Solati. Ha tenido una de las carreras más prolíficas entre las solistas femeninas iraníes. Antes de la Revolución Islámica de Irán, se fue a los Estados Unidos para participar a una serie de conciertos. Pero no pudo volver a su país por razón de las restricciones impuestas por el nuevo régimen sobre los artistas. Desde entonces ha continuado con su carrera musical en el exilio y su contribución al Pop iraní ha sido muy reconocida y aclamada. Es conocida por muchos como la reina del pop iraní. Es hermana del también cantante Şaħram Solati.

## Biografía
Nació en Teherán en el seno de una familia dedicada al entretenimiento. Desde los 7 años ya empezó a mostrar interés por la música. Más tarde, fue a estudiar al conservatorio nacional iraní, donde estudió canto y tocó el clarinete. Su primer álbum, Titulado Dohtar e Masreghi, que fue lanzado en 1975, fue un éxito masivo en Irán lo cual hizo que alcanzara cierta notabilidad y se convirtiera en una estrella mediática. De hecho, Shohreh se convirtió en uno de los ídolos de la juventud iraní ya que sus apariciones en revistas, dirigidas a la juventud iraní de los años 70, fueron considerables.

### La revolución
Justo antes de la revolución, en 1978, Shohreh fue a los Estados Unidos con la intención de actuar en conciertos para la diáspora iraní, pero cuando se proclamó la república islámica, las restricciones impuestas sobre las cantantes femeninas y todos los artistas en general, la impidieron volver a su país. En un inició, la cantante se instaló en Nueva York, donde se casó y dio a luz a una hija. Shohreh, al igual que otros muchos artistas iraníes que debieron exiliarse debido al inesperado estallido de la revolución, tuvo problemas para restablecer la comunidad. No obstante, desde el nacimiento de su hija, volvió a concentrarse en la continuación de su carrera musical.

### Consagración
A finales de los años 80, la cantante dejó atrás Nueva York y se mudó a Los Ángeles, ciudad donde también se instalaría la industria musical iraní en el exilio. Allí se codeó con muchos letristas, compositores, productores y arreglistas como Mohammed Mokadam, Jaclyn, Şiavaş Ğomeyşi y Schubert Arvakian que intervendrían en todos sus álbumes desde ese momento. Shohreh, desde ese momento, produjo y publicó muchos álbumes de los cuales, la mayoría se caracterizarían por la nostalgia de los años de su vida en Irán antes de su salto a la fama. La añoranza por Irán en la música de Shohreh provocó una fuerte solidaridad entre los iraníes en el exilio que encontraban paz en su música.
Los álbumes más notables durante los años 80 fueron, Salam, álbum con el cual la cantante rompió un silencio de nueve años y trabajos posteriores como Şeytunak y Jan jan. Durante esta década y la siguiente, Shohreh pudo aumentar su presencia en el mundo de la música grabando nuevos trabajos siempre que tenía oportunidad o necesidad de hacerlo, de este modo, actuó en muchos conciertos con cantantes como Şiavaş Şams o Andy Madadian, además de su hermano y también cantante Şaħram Solati.
A pesar de la buena acogida de los álbumes por parte del público iraní, no fue hasta 1994 con la publicación del álbum Zan (Mujer) cuando de forma inequívoca, los críticos se deshicieron en elogios hacia su trabajo. Dicho album no solo contenía letras claramente feministas, que demandaban un mayor reconocimiento a los derechos de las mujeres por parte del gobierno iraní, sino que también subrayaban la importancia del papel de las mujeres en el mundo. La cantante, llegó más lejos todavía; en uno de los videoclips promocionales del álbum concretamente en el de la canción Ayene, aparecía envuelta en un chador, lo cual hizo que Shohreh se ganara el afecto de la comunidad iraní hacia una cantante que representaba sus orígenes con tanto orgullo. Esto contribuyó al éxito que tuvo su concierto en el Hollywood Palladium en octubre de 1995. Desde entonces ha dado muchos conciertos en países donde la diáspora iraní está muy presente.
A finales de la década de los 90 y a inicios del nuevo siglo, Shohreh ha ido adquiriendo mayor reconocimiento por parte de la comunidad iraní y grabando álbumes como Ğeseh gu, Şenidam, Aťr, Safar y Pişuni gracias a los cuales, ha sido comparada con cantantes tan importantes como Leila Furuhar y Nuşafarin e incluso muchos sostienen que ha eclipsado a algunos de estos cantantes. En efecto a nivel comercial, sus cifras de ventas han aumentado con respecto a las que ostentaba antes de la revolución. Los álbumes Havas y Aşeğam, son los hasta ahora últimos trabajos de su discografía.

### Vida personal
Al contrario que su carrera, poco se sabe de la vida privada de Shohreh. Se divorció de su marido Ħosro Nayebi debido a problemas maritales, desde entonces ha permanecido soltera. Fruto de dicha relación, tiene una hija llamada Tannaz a la que dice estar muy unida y a la cual dedicó una canción inculida en el álbum Havas.

## Discografía
- 1975 Doħtar e Masreği
- 1984 Salam
- 1988 Şeytunak
- 1989 Jan jan
- 1990 Miks
- 1991 Ham nafas
- 1992 Sedaye pa
- 1993 Gereftar
- 1994 Zan
- 1996 Ğese gu
- 1997 Şenidam
- 1998 Aksaşo pare kardam
- 1999 Saye
- 2000 5 Ħekayat
- 2001 Aťr
- 2002 Safar
- 2003 Pişuni
- 2005 Havas
- 2009 Aşeğam